# National Academy of Sciences

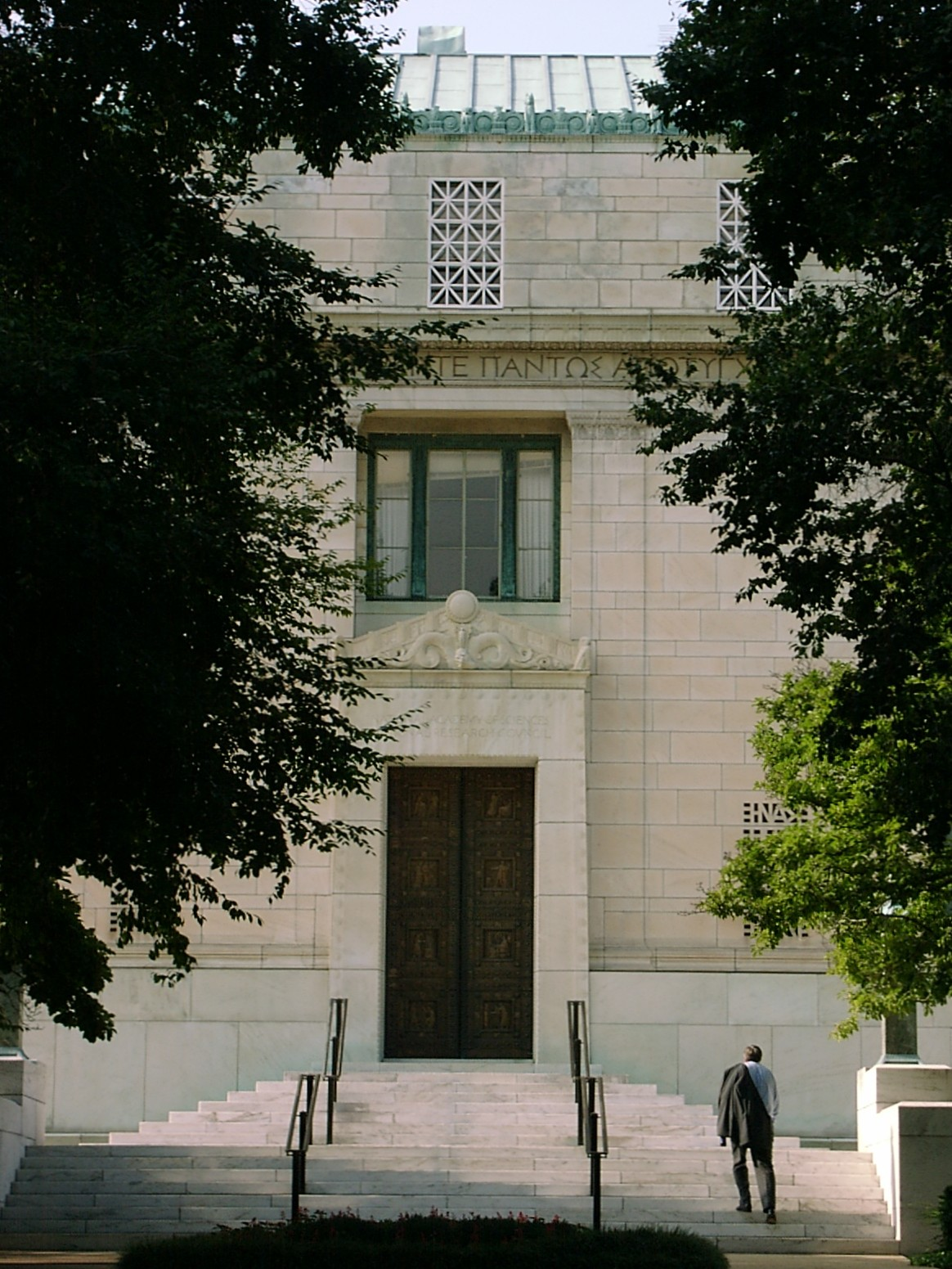
Gebäude der National Academy of Sciences in Washington

Die National Academy of Sciences (NAS; deutsch „Nationale Akademie der Wissenschaften“) ist Teil der US-amerikanischen National Academies of Sciences, Engineering, and Medicine.

## Allgemeines
Die National Academy of Sciences wurde mit Abraham Lincolns Unterschrift am 3. März 1863 gegründet. Die Initiative dazu hatten vor allem Physiker ergriffen, unter anderem in der Absicht, den Präsidenten im Amerikanischen Bürgerkrieg als wissenschaftliche Berater zu unterstützen.
Die NAS ist eine Ehrengesellschaft („honorific society“) und besteht aus führenden Wissenschaftlern verschiedener Disziplinen, welche die US-Regierung und deren Stellen in wissenschaftlichen Fragen berät und Untersuchungen durchführt. Die Aufgaben der NAS wurden durch den vom US-Kongress 1863 beschlossenen „Act of Incorporation“ und einigen seither verabschiedeten Zusätzen definiert.
Es gibt sechs Sektionen: Physikalische und Mathematische Wissenschaften (Physical and Mathematical Sciences), Biologische Wissenschaften (Biological Sciences), Ingenieurwesen und Angewandte Wissenschaften (Engineering and Applied Sciences), Biomedizinische Wissenschaften (Biomedical Sciences), Verhaltens- und Sozialwissenschaften (Behavioral and Social Sciences), Angewandte Biologie, Landwirtschaft und Umweltwissenschaften (Applied Biological, Agricultural, and Environmental Sciences).
Präsidentin ist seit dem 1. Juli 2016 Marcia McNutt.
Das offizielle Publikationsorgan sind die Proceedings of the National Academy of Sciences (PNAS). Biographien verstorbener Mitglieder erscheinen in den Biographical Memoirs der National Academy.
Sie vergibt verschiedene Preise, darunter die Public Welfare Medal.

## Präsidenten
- 1863–1867 Alexander Dallas Bache
- 1868–1878 Joseph Henry
- 1879–1882 William Barton Rogers
- 1883–1895 Othniel Charles Marsh
- 1895–1900 Wolcott Gibbs
- 1901–1907 Alexander Agassiz
- 1907–1913 Ira Remsen
- 1913–1917 William Henry Welch
- 1917–1923 Charles Doolittle Walcott
- 1923–1927 Albert Abraham Michelson
- 1927–1931 Thomas Hunt Morgan
- 1931–1935 William Wallace Campbell
- 1935–1939 Frank Rattray Lillie
- 1939–1947 Frank Baldwin Jewett
- 1947–1950 Alfred Newton Richards
- 1950–1962 Detlev Wulf Bronk
- 1962–1969 Frederick Seitz
- 1969–1981 Philip Handler
- 1981–1993 Frank Press
- 1993–2005 Bruce Michael Alberts
- 2005–2016 Ralph J. Cicerone
- seit 2016 Marcia McNutt

## Mitglieder
Mitglieder werden gewählt, Vorschlagsrecht und Wahlrecht haben nur die Mitglieder der National Academy. Die Mitglieder müssen US-Staatsbürger sein, es gibt aber auch auswärtige Mitglieder (international members), von denen maximal 30 jährlich gewählt werden.

Mitgliederlisten nach Jahr der Zuwahl: